# Ro-Kyu-Bu!
Ro-Kyu-Bu! (яп. ロウきゅーぶ! 'букв. Бас-кет-бол!) — японская серия лайт-новел, написанная Саги Аоямой и иллюстрированная Tinkle. Серия включает в себя 13 новелл, выпускавшихся ASCII Media Works с февраля 2009 года по июль 2013. История рассказывает о новичке-старшекласснике Субару Хасэгаве, который становится тренером баскетбольной команды младшеклассниц после того, как команда в его школе была распущена на год из-за скандала с её капитаном и малолетней дочерью тренера. Также выпущены три манга-адаптации и две визуальные новеллы для PSP. 12-серийная аниме-адаптация выпускалась Project No.9 и Studio Blanc с 1 июля по 24 сентября 2011 года. Второй сезон под названием Ro-Kyu-Bu! SS, также включающий в себя 12 серий, выпускался Project No.9 с 5 июля по 27 сентября 2013 года.

## Сюжет
Субару Хасэгава с малых лет считался баскетбольным талантом и перспективным разыгрывающим. Его приметили даже скауты иностранных молодёжных лиг, но парень твердо решил строить карьеру на родине и поступил в частную старшую школу Нанасиро, получив спортивную стипендию. Тут юную звезду и подстерег удар судьбы — из-за тёмной истории с капитаном команды и малолетней дочкой тренера баскетбольный клуб закрыли на год, а его участники обрели сомнительную славу лоликонщиков. Но недолго Субару ходил в расстроенных чувствах — дома уже ждала тетушка Михоси, которая предложила тренировать недавно созданную девичью команду в её начальной школе!
Под градом убедительных аргументов почтительный племянник все же согласился. Так начинающий тренер прибыл в академию Кэйсин, где его ждали пятеро шестиклассниц. Энергичная Томока, не по годам развитая Айри, геймер и томбойка Махо, романтичная Саки и простоватая Хината встретили «сэнсэя», как полагается — косплеем на тему «хозяина», «старшего братика» и «шортиков». Субару еле-еле убедил новых подопечных, что они тут собрались не пародировать заезженные штампы аниме, а учиться играть в баскетбол.
Позиции героинь в команде следующие: Саки (148 см) — разыгрывающая, Томока (142 см) — легкий форвард, Хината (131 см) — атакующий защитник, Махо (145 см) — силовой форвард, Айри (168 см) — центрфорвард.

## Персонажи

### Академия Кэйсин

#### Тренерский штаб
- Субару Хасэгава — главный герой аниме и ранобэ, являющийся тренером команды баскетболисток класса 6C, ученик старшей школы Насиба. Клуб в его старшей школе закрыт на год из-за скандала, связанного с его капитаном, поэтому Субару, лишённый возможности играть, постепенно теряет интерес к баскетболу, хотя раньше был сильнейшим игроком в своей команде. Становится тренером по просьбе его тети, Михоси, сначала только на три дня, но потом привязывается к девочкам и становится постоянным тренером. Одноклассник и друг детства Аой, с которой состоял в одном баскетбольном клубе в средней школе.

Сэйю — Юки Кадзи
- Аой Огияма  — одноклассница и подруга детства Субару, состояла с ним в одном клубе в средней школе. У неё длинные темно-фиолетовые волосы, собранные в хвост, и глаза такого же цвета. Хороший игрок, но не хочет вступать в женскую команду их школы, позже становится тренером команды пятиклассниц. Часто помогает Субару, например, в подготовке к экзаменам. В женской команде средней школы Кирихара играла на позиции центрфорварда.

Сэйю — Канаэ Ито
- Михоси Такамура  — тётя Субару, заставившая племянника тренировать новую девичью команду в своей начальной школе, так как ей пришлось стать их куратором, хотя она не разбирается в баскетболе. Учительница класса 6C частной академии Кэйсин, которая выглядит младше своего возраста. Михоси имеет небольшой рост (154 см), длинные каштановые волосы и золотистые глаза. Довольно энергичная особа, которая не даёт никому вокруг раскисать. Часто даёт наставления Субару. Не ладит с Огасаварой, тренером мужской баскетбольной команды класса 6C.

Сэйю — Сидзука Ито
- Токо Хатано  — школьная медсестра академии Кэйсин. У Токо короткие серебристые волосы и лиловые глаза. Носит очки. Любит давать прозвища ученикам, в том числе девочкам из баскетбольной команды. Не могла определиться с прозвищем для Томоки, поэтому его Субару придумал сам. Шутя, показывает юрийные наклонности к Михоси, которую это раздражает.

Сэйю — Рина Сато

#### Шестиклассницы
- Томока Минато — главная героиня аниме и ранобэ, учащаяся в классе 6С академии Кэйсин. У неё короткие неоново-розовые волосы, на которых сбоку обычно завязана ленточка, и розовые глаза. Она довольно опытный игрок в баскетбольной команде. Перевелась в Кэйсин из другой школы из-за того, что все члены её предыдущей баскетбольной команды оставили Томоку из-за выделения её способностей на фоне остальных и её слишком сильного стремления к победе, из-за которого она не замечала других игроков. Обычно вежливая, но когда дело доходит до баскетбола, становится агрессивной. У неё хорошо развиты физические способности. Она хорошо закидывает мяч в корзину, у неё прекрасное зрение. Отличница, очень старается в любом деле, также занимается чайными церемониями и классическими танцами. Ближе к Субару, чем остальные девочки, именно благодаря ему она становится членом баскетбольной команды. Играет под номером 4 на позиции легкого форварда. Благодаря таланту к баскетболу получает от Субару прозвище «Сияющий дар» («Цветок после дождя»).

Сэйю — Кана Ханадзава
- Саки Нагацука — главная героиня аниме и ранобэ, учащаяся в классе 6С академии Кэйсин. Имеет очень длинные голубые волосы, которые обычно заплетены в две косы, и голубые глаза, всегда ходит в очках. Её родители — владельцы кафе окономияки, поэтому Саки очень хорошо их готовит. Хороший организатор, староста класса. Имеет отличную успеваемость, хотя не очень хороша в гуманитарных науках. С детства дружит с Махо и Нацухи, все время одергивает Махо, когда та забывает о вежливости или слишком распаляется, и следит, чтобы та не дралась с Нацухи. Также является подругой детства Масами. Играет под номером 6 на позиции атакующего защитника, с 11 серии — разыгрывающего защитника. Благодаря своей твердости и спокойствию получает от Токо прозвище «Ледяной период» («Снежная королева»).

Сэйю — Ёко Хикаса
- Махо Мисава — главная героиня аниме и ранобэ, учащаяся в классе 6С академии Кэйсин. Имеет светлые волосы, заплетённые в два хвостика, и зелёные глаза. Самая энергичная и жизнерадостная девочка в команде, любительница видеоигр. Первой подружилась с Томокой и захотела играть с ней в баскетбол. Боится темноты. Быстро учится всему новому, но так же быстро теряет интерес. Из-за этого часто ссорится с Нацухи, который считает, что к баскетболу нужно относиться серьёзно. Не очень хорошо учится, но может показать отличный результат, когда хочет. Её родители очень богаты, у Махо есть личная служанка — Куйна. С детства дружит с Саки и Нацухи. Играет под номером 5 на позиции тяжёлого форварда. Из-за своей гиперактивности получает от Токо прозвище «Фейерверк».

Сэйю — Юка Игути
- Айри Касии — главная героиня аниме и ранобэ, учащаяся в классе 6С академии Кэйсин. У неё светло-каштановые волосы до плеч и карие глаза. У неё робкий и застенчивый характер. Иногда она очень стесняется своего роста, и из-за этого не раз плачет и не может полностью раскрыть свой потенциал в баскетболе. У неё высокая физическая работоспособность. Не умеет плавать и боится воды, так как в детстве упала в озеро с лодки, но позже благодаря Субару Айри преодолевает свой страх. Имеет хорошие оценки, кроме математики. У неё есть старший брат, Банри, с которым она почти не общается в начале истории из-за страха, но позже мирится с ним, и они начинают тренироваться вместе. Играет под номером 7 на позиции центрфорварда. Благодаря своей робости и сильной стеснительности получает от Токо прозвище «Распускающийся бутон».

Сэйю — Рина Хидака
- Хината Хакамада — главная героиня аниме и ранобэ, учащаяся в классе 6С академии Кэйсин. Имеет светло-розовые, немного вьющиеся волосы до колен и розовые глаза. У неё большая коллекция плюшевых игрушек. Довольно популярна в школе, так называемый «идол». Тренируется больше остальных, осознавая, что у неё меньше способностей к баскетболу и ей приходится трудно из-за маленького роста. Неплохо учится, но имеет проблемы с физикой и чтением. У Хинаты есть очень заботливая младшая сестра, Кагэцу, которая значительно выше её и выглядит старше. Играет под номером 8 на позиции разыгрывающего защитника, с 11 серии — атакующего защитника. Из-за популярности в школе, наивности, а также невинной и милой внешности получает от Токо прозвище «Невинное очарование».

Сэйю — Юй Огура

#### Пятиклассницы
- Кагэцу Хакамада  — ученица 5 класса академии Кэйсин. Младшая сестра Хинаты, но, в отличие от хрупкой Хинаты, которая только недавно начала играть в баскетбол, Кагэцу очень сильная и отлично бегает, а также выглядит старше сестры и гораздо выше её (160 см). Имеет короткие неоново-розовые волосы и розовые глаза. Имеет способности к баскетболу и позже присоединяется к команде Мими. Очень заботится о Хинате из-за случая, произошедшего 3 года назад: однажды зимой Кагэцу ждала, пока сестра вернется со школы, но заснула и не услышала, как та вернулась. Из-за этого Хината долго ждала у дверей на улице, заснула и простудилась. Кагэцу долго не может простить себя за это, запрещает Хине заниматься спортом и всем, что может навредить её здоровью. Когда Хината с командой едет на пляж, Кагэцу просит Токо отвезти её туда и злится, увидев, что их тренер — старшеклассник. Позже её отношение к Субару изменяется, когда тот помогает ей избавиться от чувства вины. После их соревнования в беге Хината доказывает, что достаточно сильная и сама может о себе позаботиться, и Кагэцу перестаёт чересчур её опекать. Играет под номером 9 на позиции центрфорварда.

Сэйю — Асами Сэто
- Мими Баругери — новая ученица в 5 классе академии Кэйсин, переехавшая в Японию из Франции. Её отец — франзуц, а мать — японка. У неё длинные серебристо-белые волосы, завязанные сзади голубой лентой, и голубые глаза, её рост немного выше Хинаты (135 см). Отец Субару работал вместе с её отцом на Гавайях над археологическим проектом и в то время помогал Мими с тренировками. Является отличным игроком в баскетбол. Увидев игру Томоки, загорается желанием соревноваться с ней, поэтому становится инициатором создания баскетбольной команды пятиклассниц. Мими редко показывает свои чувства, особенно играя в баскетбол, но очень расстраивается, проиграв Томоке в их первом соревновании один на один. Во Франции её номер был 33. Играет под номером 10 на позиции защитника.

Сэйю — Мисаки Куно
- Сёстры Такэнака  — младшие сестры-близнецы Нацухи. Ученицы 5 класса академии Кэйсин, присоединившиеся к команде Мими. Каждый день тренируются со старшим братом, но Нацухи не признаёт их талантов. Очень хорошо сыгрались, их комбинация непредсказуема для соперников. Так как они играют вместе и имеют очень похожие личности и мысли, их часто называют «Цубахи», соединяя первые части их имен. Обе сестры терпеть не могут Махо, называют её «дура Махо». Цубаки Такэнака имеет короткие темно-синие волосы, для избежания путаницы с её сестрой слева всегда носит заколку с двумя желтыми цветами и лентой(её имя значит «камелия»). Играет под номером 11 на позиции защитника и форварда. Хиираги Такэнака имеет короткие чёрные волосы, для избежания путаницы с её сестрой справа всегда носит заколку с двумя розовыми цветами и лентой (её имя значит «цветок остролиста»). Играет под номером 12 на позиции защитника и форварда.

Сэйю — Минами Цуда (Цубаки), Ая Судзаки (Хиираги)
- Масами Фудзии — ученица 5 класса академии Кэйсин. Имеет сиреневые глаза и вьющиеся сиреневые волосы, завязанные слева в хвост белой лентой. Подруга детства Саки, которая перестает общаться с ней после того, как кафе Саки обыграло ресторан её семьи, «Суши Фудзи», в конкурсе. Очень упрямая, тайно тренируется игре в баскетбол, чтобы быть лучше Саки. У неё отлично получаются броски в прыжке, за которые в большом баскетболе получают три очка. Присоединилась к команде Мими. Играет под номером 13 на позиции форварда.

Сэйю — Риса Танэда

### Академия Судзуридани
- Мию Айда — шестиклассница, капитан баскетбольной команды академии Судзуридани, которая соперничает с Томокой. Зная о таланте Рэны, Мию попросила включить её в состав команды финального матча, несмотря на её плохое отношение к товарищам по команде. Впервые появляется, когда Субару, отжимающийся в ожидании у душа в одном белье, пугает её во время вечерней пробежки. Махо зовёт её «Коротышка с ленточкой» из-за невысокого роста Мию и её прически (длинные светлые волосы, собранные в хвост красной лентой). Играет под номером 4.

Сэйю — Мария Исэ
- Ая Миякодзи раньше состояла в клубе гимнастики, но перевелась в баскетбольный клуб, когда её рост стал мешать ей заниматься. Играет под номером 12.

Сэйю — Юми Хара
- Рэна Асихара — гордая и хвастливая девочка. Впервые появляется, когда побеждает близнецов Такэнака в баскетбольном матче 2-в-1. С ней было сложно справиться всей команде, особенно Масами. Она превосходна в баскетболе один на один, но ей было сложно приспособиться в важной игре 5 на 5 против команды Кэйсин. Играет под номером 13.

Сэйю — Акико Хасэгава

### Остальные
- Нацухи Такэнака — ученик класса 6C академии Кэйсин, капитан баскетбольной команды мальчиков. Считает, что команда девочек несерьёзно относится к игре, добивается, чтобы им запретили играть. Влюблен в Хинату, о чём знает весь их класс. Позже в летнем тренировочном лагере помогает ей отрабатывать броски. Друг детства Саки и Махо, но часто ссорится с Махо, так как считает, что её занятия баскетболом — очередное временное увлечение. Часто обвиняет Субару в том, что он, якобы, лоликонщик.

Сэйю — Минако Котобуки
- Наю Хасэгава — мать Субару и старшая сестра Михоси. Внешностью похожа на Михоси, но выше её и носит волосы собранными в хвост. Волновалась за сына, когда он потерял энтузиазм к баскетболу в школе, и обрадовалась, когда увидела, как его интерес вернулся после становления тренером команды девочек.

Сэйю — Мамико Ното
- Гинга Хасэгава — отец Субару и муж Наю. Занимается археологическими раскопками на Гавайях, друг отца Мими. Является хорошим баскетболистом и тренирует Мими по её просьбе. Играл роль тренера команды пятиклассниц во время их дружеского матча с шестиклассницами.

Сэйю — Такэхито Коясу
- Куйна Хидзири — горничная Махо. Вежливая, имеет довольно высокий рост, длинные чёрные волосы и голубые глаза. Махо называет её «Янбару».
- Синобу Минато — отец Томоки, довольно строгий и противник того, чтобы Томока играла в баскетбол, из-за ситуации в её предыдущей школе. Позже Субару даёт ему понять, что теперь Томока приобрела замечательных друзей благодаря баскетболу.

Сэйю — Рётаро Окиаю
- Каори Минато — мать Томоки и жена Синобу.

Сэйю — Юми Утияма
- Банри Касии — старший брат Айри, который учится в школе Субару. Обычно пугает сестру своей серьёзностью и внушительной внешностью, из-за чего та начинает избегать его. Позже с помощью Субару и подруг Айри налаживает с ней отношения и помогает ей с тренировками. Присоединяется к Субару, чтобы возродить баскетбольный клуб в их школе.

Сэйю — Кэндзи Хамада
- Рюити Суга  — старый соперник Субару, который часто побеждал его, пока тот не приспособился к своей технике. В игре груб, требует от участников своей команды создавать ему хороший фон вместо того, чтобы сотрудничать с ними.

Сэйю — Синтаро Асанума